# Андреєв Микола Петрович (фольклорист)
Мико́ла Петро́вич Андре́єв (*23 жовтня 1892 — †15 січня 1942 — російський фольклорист, літературознавець.
Досліджував російські й українські казки, легенди та балади: «Покажчик казкових сюжетів за системою Аарне» (1929), «До характеристики українського казкового матеріалу» (зб «С. Ф. Ольденбургу…» Л., 1934), «Російська балада» (1936) та ін.
Андреєв зробив першу серйозну спробу висвітлення історії фольклору, поклавши в основу вчення про суспільно-економічної формації («Фольклор і його історія», 1936). Цінні розвідки з теорії радянської народної поетичної творчості опублікував у журналі «Український фольклор» (з 1939 року — «Народна творчість»). Андреєв показав у своїх працях багатство творчості українського народу.